# Expedice 70
Expedice 70 byla sedmdesátá dlouhodobá mise na Mezinárodní vesmírné stanici (ISS). Tvořilo ji sedm astronautů a kosmonautů, kteří na stanici přiletěli v kosmických lodích SpaceX Crew-7 a Sojuz MS-24. Expedice začala 27. září 2023 a skončila v 6. dubna 2024.

## Posádka
Expedice 70 na ISS začala 27. září 2023 v 07:54:21 UTC, v okamžiku odpojení kosmické lodi Sojuz MS-23, v níž po bezmála ročním pobytu opustili ISS ruští kosmonauti Sergej Prokopjev a Dmitrij Petělin a americký astronaut Francisco Rubio.
Velitelem ISS byl od počátku Expedice 70 Andreas Mogensen. Klíč od stanice převzal den před odletem Sojuzu MS-23 od Sergeje Prokopjeva, který ho měl v držení od 12. října 2022.
Expedici tvořilo celkem 7 kosmonautů a astronautů. Tři z nich – astronauti Jasmin Moghbeliová a Satoši Furukawa a kosmonaut Konstantin Borisov – přiletěli spolu s Mogensenem 27. srpna 2023 v lodi SpaceX Crew-7 a na ISS tak před začátkem své expedice strávili celý měsíc. Její zbývající 3 členy – kosmonauty Olega Kononěnka a Nikolaje Čuba a astronautku Loral O'Harovou – na stanici dopravil 15. září 2023 Sojuz MS-24.

### Výměna před zahájením Expedice 71
Další střídání spustil 5. března 2024 přílet lodi SpaceX Crew-8 se čtveřicí Matthew Dominick, Michael Barratt, Jeanette Eppsová a Alexandr Grebjonkin, první částí budoucí Expedice 71. Po předání úkolů při správě a údržbě stanice a rozpracovaných vědeckých činností se celá posádka SpaceX Crew-7 ve své lodi 11. března 2024 odpojila od ISS a vydala směrem k Zemi. Den před odletem předal Andreas Mogensen funkci velitele stanice Olegu Kononěnkovi, který symbolický velitelský klíč převzal už potřetí v kariéře.
Na ruské straně byla výměna složitější. Kononěnko s Čubem se na konci Expedice 70 nevrátili zpět na Zemi, ale zůstali na stanici také po dobu Expedice 71. Loral O'Harová však v Sojuzu MS-24 odletěla 6. dubna 2024 v 03:53:58 UTC (podle původních plánů mě pdůetět už 25. března 2024), čímž skončila Expedice 70 a začala Expedice 71. Na palubě odlétající lodi s O'Harovou byli Oleg Novickij a první běloruská kosmonautka Maryna Vasileuská, kteří se vraceli na Zemi po téměř dvoutýdenní 21. návštěvní misi. Na tu je 25. března 2024 dovezl Sojuz MS-25 (podle původních plánů se tak mělo stát 13. března 2024, resp. 21. března). V něm s nimi přiletěla také americká astronautka Tracy Caldwellová Dysonová, která se ovšem stala sedmým členem Expedice 71 a na Zemi se vrátila až na jejím konci, 25. září 2024, v Sojuzu MS-25 s Kononěnkem a Čubem.

### Návštěvní mise
Během Expedice 70 se uskutečnila již zmíněná návštěva první běloruské kosmonautky Maryny Vasileuské v doprovodu Olega Novického na přelomu březnu a dubna 2024, spojená ovšem s dopravou jedné řádné členky budoucí Expedice 71. Již dříve se ale uskutečnila jedna další návštěvní mise, když ke stanici 20. ledna 2024 dorazila loď Crew Dragon s třetí posádkou soukromého vesmírného programu Axiom Space. Misi Axiom Mission 3 podnikli profesionální astronaut společnosti Axiom Space Michael López Alegría jako velitel a tři zástupci vesmírných agentur Itálie, Turecka a Švédska – Walter Villadei, Alper Gezeravci a Marcus Wandt. Na ISS strávili 18 dní.
Podle původního plánu v okamžiku zahájení expedice měla v březnu 2024 ke stanici mohla dorazit ještě kosmická loď Starliner při svém vůbec prvním letu s posádkou, kterou budou tvořit astronauti Barry Wilmore a Sunita Williamsová. Jejich několikadenní mise Boeing Crew Flight Test byla naplánována jako poslední zkouška nového typu lodi před jeho nasazením do běžného provozu již na únor 2023, tedy už během Expedice 68, ale v listopadu 2022 byla odsunuta na duben 2023 do Expedice 69. Později se počítalo se startem 21. července 2023 a zhruba desetidenním trváním mise. Tento termín však byl 1. června 2023 z technických důvodů souvisejících s přípravou lodi ke startu odložen na neurčito a Boeing až počátkem srpna 2023 informoval, že by Starliner mohl být k prvnímu letu připraven počátkem března 2024, tedy ještě během 70. expedice. O dva měsíce později. v polovině října 2023, ale NASA informovala, že počítá s uskutečněním letu až v polovině dubna 2024, tedy za horizontem Expedice 70.

### Vývoj obsazení
Vývoj obsazení ISS během Expedice 70 shrnuje následující tabulka:
| kosmonaut/astronaut            | loď     | 27. září 2023 – 5. března 2024 | 5. – 11. března | 11. – 25. března | 25. března – 6. dubna       |
| ------------------------------ | ------- | ------------------------------ | --------------- | ---------------- | --------------------------- |
| Jasmin Moghbeliová (1)         | Crew-7  |                                |                 |                  |                             |
| Andreas Mogensen (2)           | Crew-7  | velitel ISS                    | velitel ISS     |                  |                             |
| Satoši Furukawa (2)            | Crew-7  |                                |                 |                  |                             |
| Konstantin Borisov (1)         | Crew-7  |                                |                 |                  |                             |
| Oleg Kononěnko (5)             | MS-24   |                                |                 | velitel ISS      | velitel ISS                 |
| Nikolaj Čub (1)                | MS-24   |                                |                 |                  |                             |
| Loral O'Harová (1)             | MS-24   |                                |                 |                  |                             |
| Matthew Dominick (1)           | Crew-8  |                                |                 |                  |                             |
| Michael Barratt (3)            | Crew-8  |                                |                 |                  |                             |
| Jeanette Eppsová (1)           | Crew-8  |                                |                 |                  |                             |
| Alexandr Grebjonkin (1)        | Crew-8  |                                |                 |                  |                             |
| Oleg Novickij (4)              | MS-25   |                                |                 |                  |                             |
| Tracy Caldwellová Dysonová (3) | MS-25   |                                |                 |                  |                             |
| Maryna Vasileuská (1)          | MS-25   |                                |                 |                  |                             |
|                                |         |                                |                 |                  |                             |
| Michael López Alegría (6)      | Ax-3    | 《20. ledna – 7. února 2024》  |                 |                  |                             |
| Walter Villadei (1)            | Ax-3    | 《20. ledna – 7. února 2024》  |                 |                  |                             |
| Alper Gezeravci (1)            | Ax-3    | 《20. ledna – 7. února 2024》  |                 |                  |                             |
| Marcus Wandt (1)               | Ax-3    | 《20. ledna – 7. února 2024》  |                 |                  |                             |
| Barry Wilmore (3)              | Boe-CFT |                                |                 |                  | 《odloženo na Expedici 71》 |
| Sunita Williamsová (3)         | Boe-CFT |                                |                 |                  | 《odloženo na Expedici 71》 |

Legenda:
《 》členové návštěvních misí Axiom Mission 3 a Boeing Crew Flight Test

## Průběh expedice
Na dobu expedice bylo naplánováno několik výstupů do volného prostoru, uskutečnily se také obvyklé periodické orbitální manévry ke zvýšení dráhy ISS, která se jinak vlivem brzdění způsobovaného nepatrnými stopami atmosféry Země pomalu, ale setrvale snižuje.
První zvýšení dráhy stanice se uskutečnilo 29. září 2023 v 12:01 UTC, kdy se motory Progressu MS-24 zapálily na 6 minut a 21,7 sekundy a poskytly tak stanici impuls 0,55 m/s, díky němu se střední výška oběžné dráhy ISS zvýšila o 0,86 km a dosáhla 417,78 km.
Již třetí únik chladicí kapaliny během 10 měsíců nastal 9. října 2023 na vnějším okruhu tepelného výměníku (chladiče), který byl na stanici dopraven v květnu 2010 při misi STS-132 amerického raketoplánu Space Shuttle na vnější straně nového modulu Rassvet. Tam zůstal až do 19. dubna 2023, kdy byl pomocí Evropské robotické paže (ERA) přesunut a připevněn k modulu Nauka a poté rozevřen do provozní pozice. Ruská agentura Roskosmos po události oznámila, že „hlavní obvod tepelné regulace modulu tvořený dvěma dalšími tepelnými výměníky funguje normálně a poskytuje komfortní podmínky v obytné části modulu a posádka ani stanice nejsou v ohrožení.“ Po dvanácti hodinách věnovaných dalším analýzám pak Roskosmos dodal, že „únik chladicí kapaliny neměl vliv na život posádky, žádné experimenty nebyly odloženy a kosmonautům nebylo zakázáno cvičit na běžeckém pásu, takže všechna cvičení absolvovali v plném rozsahu.“ Předchozí úniky nastaly 15. prosince 2022 z chladicího systému kosmické lodi Sojuz MS-22 a 11. února 2023 z prakticky stejného místa kosmické lodi Progress MS-21 a Roskosmos oba vysvětlil vnějším zásahem kosmického smetí nebo mikrometeoroidu, což na základě informací poskytnutých od ruských kolegů připustil také expertní tým NASA.
Kvůli události z 9. října NASA odložila dva výstupy do volného prostoru dříve naplánované na 12. a 20. října 2023 – posunula je na 19. a 30. října, přičemž zvětšení rozestupu mezi nimi bylo vyvoláno termínovou kolizí s ruským výstupem již dříve naplánovaným na 25. října. NASA později první termín ještě jednou oddálila do posledních měsíců roku 2023, což podle plánovaného účastníka tohoto výstupu a velitele ISS Mogensena nezpůsobilo žádný problém, protože jeho úkoly „nejsou časově citlivé”. Beze změny ale zůstal termín 30. října, který přinese historicky teprve čtvrtý výstup dvou astronautek – O'Harové a Moghbeliové. Předchozí tři ryze ženské aktivity mimo stanici podnikly v říjnu a prosinci 2019 a lednu 2020 astronautky Christina Kochová a Jessica Meirová během Expedice 61.
Druhé zvýšení dráhy ISS během expedice přinesl 19. říjen. Motory Progressu MS-24 se zažehly v 03:46 UTC na 17 minut a 9,9 sekundy, což poskytlo stanici impuls 1.5 m/s. Střední výška dráhy stanice se tak zvýšila o 2,8 km na 418,23 km.
Oleg Kononěnko a Nikolaj Čub absolvovali první plánovaný výstup mimo stanici od 17:49 UTC 25. října do 01:30 UTC následujícího dne. Během těchto 7 hodin a 41 minut především prohlédli a vyfotografovali záložní externí tepelný výměník, na němž se o 2 týdny dříve projevil únik provozní kapaliny (amoniaku), a izolovali ho od chladicího systému modulu Nauka. Dále vypustili nanosatelit určený k testování technologie slunečních plachet – po dobu, kdy mohly přístroj sledovat kamery stanice, se však solární plachtu nepodařilo rozvinout. A nakonec kosmonauti nainstalovali syntetický radarový komunikační systém, přičemž jeden ze čtyř jeho panelů se výstupu nepodařilo plně rozevřít, a tak budou práce dokončeny při dalším ruském výstupu. K dovršení všech potíží se oba aktéři během inspekce chladiče na modulu Nauka potřísnili chladicí kapalinou z bubliny, která se uvolnila z nalezeného místa úniku, takže před návratem do modulu Poisk museli pečlivě prozkoumat skafandry a zbytky chladicí kapaliny z nich setřít. A po opětovném natlakování přechodové komory Poisku absolvovali další procedury, aby zabránili vnesení stopových nečistot do atmosféry stanice. Zatímco pro Čuba byl nepříliš úspěšný výstup prvním v životě, v Kononěnkově případě šlo již o šestý výstup a jeho celkový čas strávený mimo bezpečí ISS se zvýšil na 39 hodin a 54 minut.  
Druhý výstup do voleného prostoru během Expedice 70 – a historicky teprve čtvrtý výstup dvou astronautek – začal 1. listopadu 2023 ve 12:05 UTC. Jasmin Moghbeliová a Loral O'Harová nahradily jednu z 12 ložiskových sestav na levém otočném kloubu nosiče polí solárních panelů, která umožňuje solárním panelům sledovat Slunce a optimalizovat výrobu elektřiny pro napájení stanice. Dále udělaly přípravné práce na budoucí dalšího instalaci solárního pole a správně nakonfigurovaly kabel, který dříve překážel externí kameře, ale nestihly kvůli nedostatku času odstranit a uložit elektronickou skříň z komunikační antény. Navíc se nedopatřením ztratila jedna brašna na nářadí, která ovšem nebyla pro zbytek úkonů potřeba, a letoví dispečeři vyhodnotili, že pro stanici v budoucnu nepředstavuje žádné nebezpečí. Astronautky ukončily svůj výstup v 18:47 UTC po 6 hodinách a 42 minutách.
Další plánovaná úprava dráhy stanice začala 9. listopadu 2023 v 21:11 UTC. Motory Progress MS-24 pracovaly 16 minut a 5,7 sekundy, čímž vydaly impuls 1,43 m /s, díky němuž se střední výška oběžné dráhy ISS zvýšila o 2,5 km na 417,98 km nad povrchem Země. A už o 18 hodin později, 10. listopadu v 15:07 UTC, následoval další, tentokrát neplánovaný úhybný manévr před kosmickým smetím. Stejné motory tentokrát pracovaly 5 minut a 16,5 sekundy a impuls 0,5 m/s zvýšily oběžnou dráhu ISS o dalších 900 m. Byla to přitom již celkem 350. korekce za dobu existence stanice, z toho 38. mimořádný manévr kvůli kosmickému smetí nebo jiným kosmickým objektům. Ze všech těchto úprav provedly 196 nákladní lodi Progress.
Posádka si 20. listopadu 2023 připomněla 25. výročí vypuštění první součásti ISS, ruského modulu Zarja, od něhož se odvozuje existence stanice.  
Také poslední úpravu oběžné dráhy stanice v roce 2023 i první v roce následujícím zajistily motory Progressu MS-24. Spustily se 23. prosince 2023 v 01:55 UTC a pracovaly 18 minut a 51,85 sekund, což stanici poskytlo impuls 1,84 m/s a zvýšilo její střední dráhu o 3,2 km na 417,7 km. A znovu Progress zažehl své motory 12. ledna 2024 v 16:30 UTC, když jejich chod dlouhý 17 minut a 33,7 sekundy dodal stanici impuls 1,65 m/s. Díky tomu se střední výška ISS nad zemským povrchem zvětšila o 2,9 km a dosáhla 418,53 km.
Další zvýšení dráhy následovalo 27. ledna. Motory Progressu MS-24 se v 11:39 UTC zapálily na 13 minut a 8,2 sekundy, vytvořený impuls 1,17 m/s zvýšil střední dráhu stanice o 2 km na 418,64 km nad povrchem Země.
Oleg Kononěnko dosáhl 4. února 2024 v 08:30:08 UTC celkového času trvání svých kosmických letů 878 dní, 11 hodin a 30 minut a vyrovnal tak dosavadní rekord v této disciplíně, který od skončení svého posledního kosmického letu v roce 2015 držel další ruský kosmonaut Gennadij Padalka. Protože Kononěnkův let potrvá podle plánů až do září 2024, stane se tento kosmonaut prvním člověkem v historii, který v součtu překoná hranici 1000 dní strávených na oběžné dráze kolem Země. Za zmínku stojí, že i třetí kosmonaut v historické tabulce nejdelších kumulovaných pobytů ve vesmíru je Rus. Jurij Malančenko strávil ve vesmíru celkem 827 dní, 9 hodin a 23 minut a Kononěnko ho předstihl 15. prosince 2023.
Progress MS-26 si svůj první zážeh za účelem zvýšení dráhy stanice odbyl už týden po připojení, 24. února 2024. Motory se v 00:21 UTC spustily na 17 minut a 33,1 sekundy, čímž vytvořily impuls 1,73 m/s a zvýšily dráhu ISS 3,04 km na 418,72 km. Tato celkem 354. korekce dráhy byla současně jubilejní 200. zajištěná nákladní lodí Progress.
NASA koncem února 2024 informovala, že v polovině měsíce – asi týden před příletem ruské nákladní lodi Progress MS-26 k zadnímu portu modulu Zvezda – se zvýšil rozsah úniku vzduchu z tohoto modulu. Již několik let existující problém se dříve projevoval v objemu 0,45 kilogramu plynu za den, nově se však zdvojnásobil asi na 0,9 kilogramu za den. Joel Montalbano, programový manažer NASA pro ISS, řekl novinářům, že týmy obou stran problém sledují a pracují na dalším krocích, ale že záležitost nemá vliv na bezpečnost posádky nebo provoz stanice. Dosavadní nápravná opatření byla založena především na izolování prostoru, v němž k úniku dochází. To je možné díky tomu, že místa úniku jsou lokalizována v přechodové komoře mezi zadním dokovacím portem Zvezda aft a poklopem vedoucím do zbytku obytných prostor modulu. Po příletu Progressu sice posádka komoru asi na pět dní otevřela, aby mohla vyložit náklad z kosmické lodi, ale poté byl průlez opět na trvalo uzavřen, což by mělo platit nejméně do začátku dubna 2024.
Po výměně posádek amerických lodí SpaceX Crew-7 a Crew-8 v první dekádě března následoval 14. března 2024 další motorický manévr zvyšující dráhu stanice. Motory Progressu MS-26 se spustily v 13:11 UTC a pracovaly 18 minut a 16,7 sekundy. To vytvořilo impuls 1,59 m/s, který zvýšil střední dráhu stanice o 2,8 km na 419,53 km.

## Připojené pilotované a nákladní lodi, obsazení portů

### Porty ISS
ISS měla na začátku Expedice 70 celkem 12 portů umožňujících připojení jiného kosmického tělesa (kosmické lodě, případně dalšího modulu):
- přední port modulu Harmony (Harmony forward) – port na přídi stanice mířící ve směru letu

- horní port modulu Harmony (Harmony zenith) – port mířící směrem od Země

- spodní modulu Harmony (Harmony nadir) – port mířící směrem k Zemi

- spodní port modulu Unity (Unity nadir)

- spodní port Rassvet (Rassvet nadir)

- přední port modulu Pričal (Pričal forward)

- zadní port modulu Pričal (Pričal aft)

- pravý port modulu Pričal (Pričal starboard)

- levý port modulu Pričal (Pričal port)

- spodní port modulu Pričal (Pričal nadir)

- horní port modulu Poisk (Poisk nadir)

- zadní port modulu Zvezda (Zvezda aft) – port na zádi stanice mířící proti směru letu

První čtyři uvedené porty modulu Pričal prozatím nejsou určeny k běžnému provozu.

### Připojené kosmické lodi
Při zahájení Expedice 70 byly k ISS připojeny 2 osobní kosmické lodi (SpaceX Crew-7 a Sojuz MS-24) a 3 lodi nákladní (Progress MS-23, Progress MS-24 a Cygnus NG-19). Během trvání Expedice 70 se ke stanici připojí celkem 3 lodě s posádkou – Axiom Mission 3 (v lednu 2023), SpaceX Crew-8 (nejdříve v únoru) a Sojuz MS-25 (v březnu). Původní plány obsahovaly také možnost, že v případě úspěšného dokončení příprav přiletí v březnu 2024 také loď Starliner na testovací misi Boeing Crew Flight Test; už v polovině října 2023 však byl oznámen další odklad a mise CFT tak dorazí nejdříve v dubnu 2024 během navazující Expedice 71. Podle harmonogramu dorazily také 4 nákladní lodi – SpaceX CRS-29 (připojila se 11. listopadu 2023), Progress MS-25 (3. prosince), Cygnus NG-20 (1. února 2024) a Progress MS-26 (15. února 2024). A oproti původním plánům dorazila navíc také nákladní loď SpaceX CRS-30 (23. března 2024).
Očekával se také únorový přílet první, testovací mise nové japonské nákladní lodi HTV-X, nástupce devíti lodí HTV, které na ISS dovezly bezmála 50 tun nákladu v letech 2009 – 2020. Uskutečnění mise ale záviselo na tom, jestli se japonské agentuře JAXA podaří rozběhnout program startů s novým nosičem H3, jehož první testovací start v březnu 2023 skončil neúspěchem. JAXA sice po bezmála ročních přípravách zvládla druhý pokus 16. února 2024, ale prozatím nevydala žádné oficiální stanovisko o plánovaném termínu letu HTV-X1.
Podobně nejasný byl také přílet testovací mise nové nákladní lodi Dream Chaser společnosti Sierra Space pod označením SNC Demo-1, která původně měla – již po několika odkladech – dorazit už během předchozí Expedice 69, ale krátce před jejím začátkem byl start opět odložen, tentokrát na konec roku 2023, tedy do období Expedice 70. Začátkem srpna 2023 pak NASA oznámila, že počítá s uskutečněním mise v 1. polovině roku 2024, a na konci října zástupce Sierra Space řekl novinářům, že současné plány počítají se startem nejdříve v březnu 2024, ale loď v tomto měsíce teprve procházela podrobnými testy v testovacím zařízení NASA.
| port |        | Harmony forward | Harmony zenith | Harmony nadir | Unity nadir  | Rassvet nadir | Poisk zenith   | Pričal nadir | Zvezda aft     |
| --- | ------ | --------------- | -------------- | ------------- | ------------ | ------------- | -------------- | ------------ | -------------- |
| | (stav) |                 | SpaceX Crew-7  |               | Cygnus NG-19 | Sojuz MS-24   | Progress MS-23 | Sojuz MS-23  | Progress MS-24 |
| 27. září 2023                                                                                             | odlet  |                 |                |               |              |               |                | Sojuz MS-23  |                |
| Konec Expedice 69 a začátek Expedice 70 – 27. září 2023 v 07:54:21 UTC (odpojení Sojuzu MS-23 od stanice) |        |                 |                |               |              |               |                |              |                |
| | (stav) |                 |                |               |              |               |                |              |                |
| 11. listopadu 2023                                                                                        | přílet | SpaceX CRS-29   |                |               |              |               |                |              |                |
| 29. listopadu 2023                                                                                        | odlet  |                 |                |               |              |               | Progress MS-23 |              |                |
| | (stav) |                 |                |               |              |               |                |              |                |
| 3. prosince 2023                                                                                          | přílet |                 |                |               |              |               | Progress MS-25 |              |                |
| 21. prosince 2023                                                                                         | odlet  | SpaceX CRS-29   |                |               |              |               |                |              |                |
| 22. prosince 2023                                                                                         | odlet  |                 |                |               | Cygnus NG-19 |               |                |              |                |
| 18. ledna 2024                                                                                            | přílet | Axiom Mission 3 |                |               |              |               |                |              |                |
| 1. února 2024                                                                                             | přílet |                 |                |               | Cygnus NG-20 |               |                |              |                |
| 7. února 2024                                                                                             | odlet  | Axiom Mission 3 |                |               |              |               |                |              |                |
| 13. února 2024                                                                                            | odlet  |                 |                |               |              |               |                |              | Progress MS-24 |
| | (stav) |                 |                |               |              |               |                |              |                |
| 17. února 2024                                                                                            | přílet |                 |                |               |              |               |                |              | Progress MS-26 |
| 5. března 2024                                                                                            | přílet | SpaceX Crew-8   |                |               |              |               |                |              |                |
| 11. března 2024                                                                                           | odlet  |                 | SpaceX Crew-7  |               |              |               |                |              |                |
| | (stav) |                 |                |               |              |               |                |              |                |
| 23. března 2024                                                                                           | přílet |                 | SpaceX CRS-30  |               |              |               |                |              |                |
| 25. března 2024                                                                                           | přílet |                 |                |               |              |               |                | Sojuz MS-25  |                |
| 6. dubna 2024                                                                                             | odlet  |                 |                |               |              | Sojuz MS-24   |                |              |                |
| Konec Expedice 70 a začátek Expedice 71 – 6. dubna 2024 v 03:53:58 UTC (odpojení Sojuzu MS-24 od stanice) |        |                 |                |               |              |               |                |              |                |
| | (stav) | SpaceX Crew-8   | SpaceX CRS-30  |               | Cygnus NG-20 |               | Progress MS-25 | Sojuz MS-25  | Progress MS-26 |

Legenda:

← nebo → označuje směr přesunu lodi k jinému portu